# Талалаївка (Ніжинський район)
Талала́ївка — село в Україні, у Талалаївській сільській громаді Ніжинського району Чернігівської області. Центр громади. Населення становить 2267 осіб. Орган місцевого самоврядування — Талалаївська сільська рада.

## Географія
Селом протікає річка В'юниця, ліва притока Остра.

## Історія

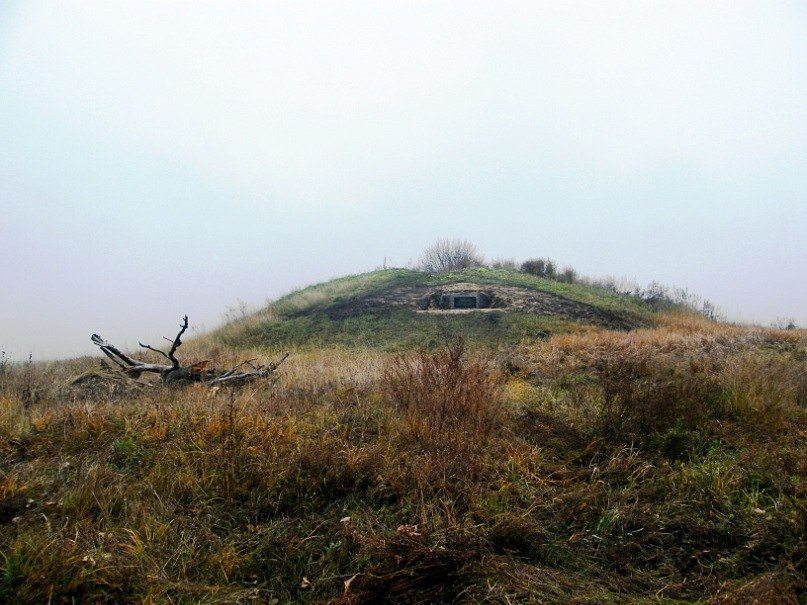
Курган «Биківська могила»

За народними переказами та легендами це поселення існувало до 13 століття, коли було спалене монголо-татарами. В писемних джерелах село Талалаївка вперше згадується у 1627 році, в грамоті польського короля Сигізмунда III, наданій місту Ніжину. За цією грамотою перераховуються села, які прилягали до міста, у тому числі було названо і село Талалаївка.
Про існування поселення в Талалаївці в часи Київської Русі опосередковано свідчить переказ про Биківську могилу — курган, описаний 1854 р. в «Чернігівських відомостях»: «Местное предание говорит, что Талалаевка - поселение дотатарское. Старики твердо говорят об огромном быковском кургане, повторяя принятое от  дедов, что он насыпан был при первом известии о приближении татар и при нем тогда же вырыт глубокий колодезь; в последнем скрыты были имущества церкви и поселян; татары, говорят они, истребили поселение, а жители частью были перебиты, частью же убежали в Северную Русь и Литву, откуда более не возвращались».
Курган «Биківська могила» був розкопаний і досліджений М. І. Лілеєвим (1849–1911), викладачем Ніжинського Історико-філологічного інституту князя Безбородька, членом Київського історичного товариства, Товариства історії і старожитностей російських, а також Історичного товариства Нестора-літописця, одним з фундаторів Ніжинського історико-філологічного товариства, і його секретарем. І хоча курган датували 2-1 тис. до н. е., в ньому було виявлено натільні ікони та складні, що підтверджують переказ про церковний скарб часів монголо-татарської навали.
Населений пункт Tałaiowka позначено на «Спеціальному та докладному плані України…» де Боплана (1650) та на пізніших мапах.
У період Гетьманщини талалаївські козаки входили до 1-ї полкової сотні Ніжинського козацького полку. Посполиті віддавали повинність Ніжинському Ветхоріздвяному монастирю. Нерідко село слугувало збірним пунктом для Ніжинських козацьких сотень, як наприклад 1660-го року, коли Ніжинський полковник Василь Золотаренко «нынѣ вышедъ изъ Нѣжина, стоитъ въ 5 верстахъ, сбираетца въ мѣстечкѣ Талалаевкѣ. Вышедъ изъ Талалаевки, пошлетъ подъѣздъ для Татарскихъ и Ляцкихъ языковъ, чтобъ о всемъ довѣдатца подлинно».
Після утворення губерній Талалаївка стала центром волості Ніжинського повіту.
У Талалаївці народився один із Героїв Небесної Сотні, Герой України Віктор Орленко. 
Інші відомі уродженці: 
Петро Тимофійович Огієвський (1760-1840), фармацевт, аптекарський гезель, учень знаменитого харківського аптекаря Петра Піскуновського, один із засновників аптекарської справи в Харкові.
Петро Кирилович Огієвський (1793-1866), військовий лікар, дійсний статський радник, учасник навколосвітньої подорожі на шлюпі "Ладога" в 1822-1824 роках, автор подорожніх нотаток про рельєф, клімат, флору, фауну та звичаї населення Бразилії, островів Тасманії та Таїті, Камчатки та Каліфорнії, які згодом цілими розділами увійшли до книги капітана А. Лазарєва «Плавание вокруг света на шлюпе «Ладога» в 1822, 1823 и 1824 годах», виданої в Санкт-Петербурзі 1832 року.
Петро Григорович Борсук (1829-1893), статський радник, управляючий Чернігівським відділенням державного селянського поземельного банку, співзасновник Чернігівської громади та Товариства кохаючих рідну мову в Чернігові. Актор-аматор і популяризатор української мови та культури.
У 1906-08 роках у Талалаївці земським лікарем працював Олександр Михайлович Богомолець (1850–1935), уродженець Ніжина, медик, революціонер-народник, батько академіка О.О. Богомольця.
У Талалаївській школі понад 50 років пропрацював Терентій Омелянович Охріменко (1872-1946), заслужений учитель України, засновник і багаторічний керівник народного хору, самодіяльний поет і композитор.

## Населення

### Мова
Розподіл населення за рідною мовою за даними перепису 2001 року:
| Мова            | Кількість | Відсоток |
| --------------- | --------- | -------- |
| українська      | 2233      | 98.50 %  |
| російська       | 30        | 1.32 %   |
| білоруська      | 2         | 0.09 %   |
| інші/не вказали | 2         | 0.09 %   |
| Усього          | 2267      | 100 %    |

## Герб села
Щит перетятий срібною хвилястою балкою на лазурове і зелене поля. У центрі стоїть Св. Великомучениця Параскева П'ятниця у червоній сукні з золотою обшивкою внизу, золотому плащі з пурпуровою підкладкою, у срібній накидці на голові та золотим німбом, у правій руці тримає золотий православний хрест, а в лівій — срібний сувій. Внизу золотий лапчастий хрест, а обабіч — по золотій 8-променевій зірці. Щит обрамований декоративним картушем i увінчаний золотою сільською короною.
Лазуровий колір символізує духовність і вірність, зелений — достаток і надію, родючість землі й прадавні землеробські традиції. Срібна хвиляста балка уособлює р. В'юницю. Дві зірки в нижній частині щита є символами сусідніх сіл, підпорядкованих сільраді — Хвилівки та Лустівки, а хрест — пам'ять про село Мединщину, яке перестало існувати.